# Sara (etnia)

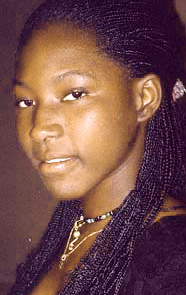
Una niña sara, foto del 2000.

Los saras son un grupo étnico centroafricano, mayormente del Chad (30 % de la población del sur y mayor grupo étnico), aunque también algunos viven en República Centroafricana (10 % y cuarto mayor) y en otros países colindantes a Chad.
La denominación "sara", dada por los franceses (o quizá árabes) a las poblaciones que viven alrededor de Logone, reagrupa a los clanes Gambaye, Mbaye, Goulaye y Madjingate. Se contaron en años 1990 sobre millón y medio. Los saras componen aproximadamente el 30 % del fértil Chad meridional, es decir, pueblan el extremo las prefecturas de Logone occidental, de Logone oriental y Moyen-Chari.

## Cultura
Situados en el fértil sur de Chad son de origen nilótico y se cree que inmigraron a Chad durante el siglo XVI, quizá para huir de la poderosa trata de esclavos árabe al sur de Egipto. De hecho las mujeres solían alargar artificialmente sus labios colocándose un disco en los labios, algunos exploradores y misioneros del siglo XIX sugirieron que, igual que otras prácticas estéticas africanas, se hiciesen para afearse ante los tratantes árabes.
Son una sociedad patrilineal y hablan una lengua nilo-sudánica y abarcan unos doce de los clanes de Chad. Incluidos los Gambaye, los Mbaye, los Goulaye, los Madingaye, los Kaba, los Sara-Kaba, los Niellim, el Nar, el Dai y Ngana.

## Posición en Chad

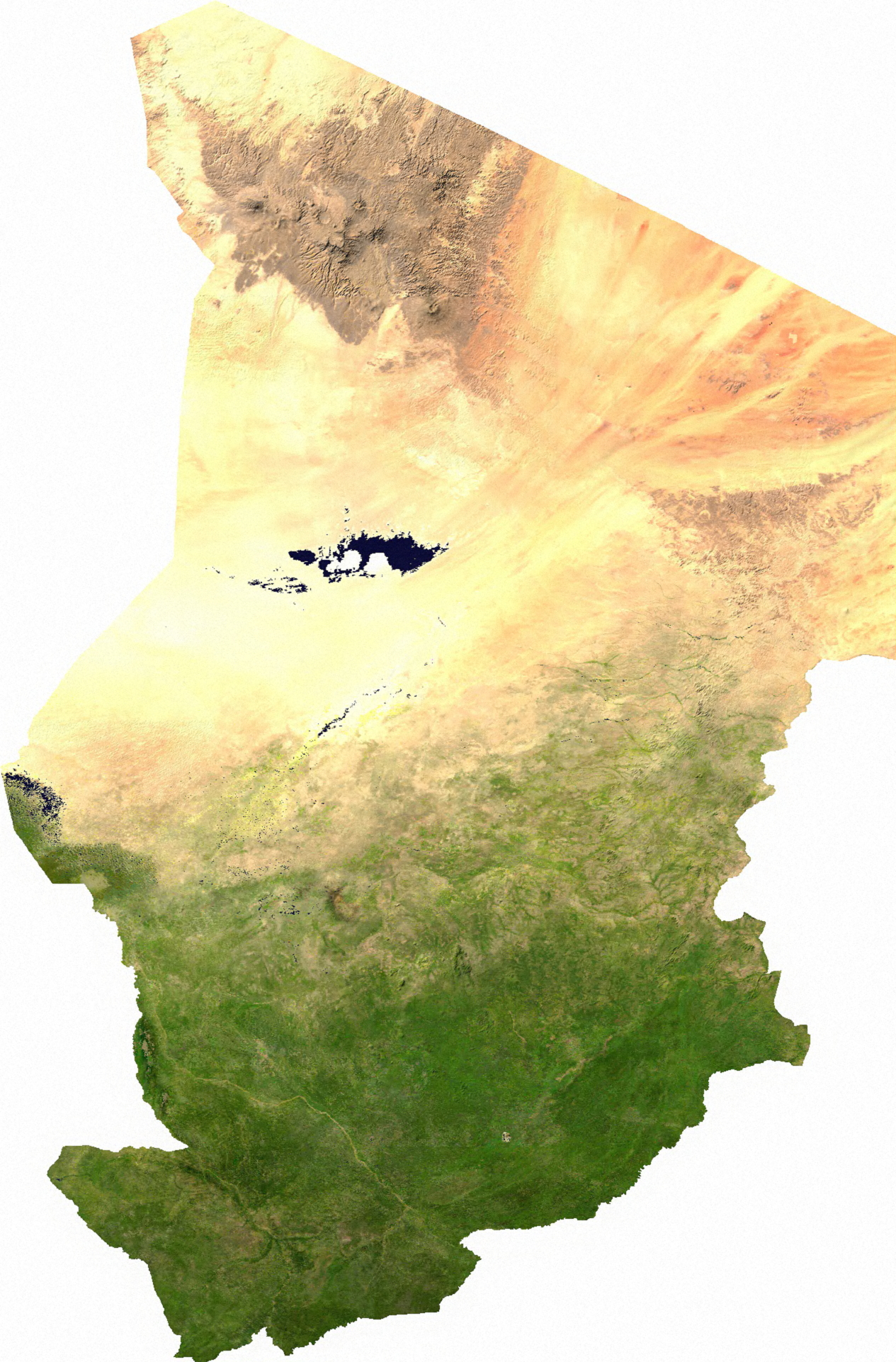
Mapa satelital donde se ve la diferencia entre el sur y el norte de Chad.

Los sara son la etnia más numerosa del Chad y suponen el 30 % de la población sud-chadiana, 
y son conocidos como los descendientes de la legendaria civilización sao. Religiosamente una sexta parte son cristianos y el resto animistas tradicionales.
Puesto que viven en la mitad más fértil del país su aportación a la economía de Chad es sobre todo agrícola, con la producción de algodón, arroz, cacahuates, maíz, mijo, sorgo y mandioca. Ellos viven en la parte más productiva del país.
Durante el período colonial francés eran reclutados como trabajadores forzosos y militares. De hecho, durante la Segunda Guerra Mundial fueron una de las mayores etnias africanas forzadas a luchar del bando aliado. Supuestamente, los franceses destacaban de ellos su altura y fortaleza respecto a otras tribus africanas.
Los saras aprehendieron bien la cultura colonial y por sus estudios se hicieron con muchos puestos de las administraciones públicas. En los años 1970, François Tombalbaye, el primer Presidente de la República del Chad y de origen sara, en el contexto de la africanización impuso el rito de iniciación yondó que ejecutaban los saras para todos aquellos que deseaban obtener posiciones en la administración pública y el ejército, ritos que por ser paganos eran vistos como anticristianos.